# SN 1962P
SN 1962P – supernowa typu I odkryta 31 października 1962 roku w galaktyce NGC 1654. W momencie odkrycia miała maksymalną jasność 14,30m.